# 임베르트-피크 법칙
아르망 임베르트(Armand Imbert, 1850-1922)와 아돌프 피크(Adolf Fick, 1829-1901)는 둘 다 서로 독립적으로 안압계(ocular tonometry)에서, 안압계를 적용하여 볼록한 표면 대신 평평한 표면을 생성할 때 벽의 장력을 중화할 수 있음을 입증했다. 그리고 안압계의 판독값(P)은 IOP (T)와 동일하며, 여기서 모든 힘은 서로 상쇄된다.
이 원리는 한스 골드만(Hans Goldmann, 1899-1991)이 임베르트-피크 "법칙"(Imbert-Fick "law")이라고 부르는 방식으로 사용되어 새로 출시된 안압계(Haag-Streit Company의 도움을 받아)에 준과학적 기초를 제공했다. 안과 및 눈계측(optometry, 안계측) 문헌에는 언급되어 있지만 물리학 책에는 언급되어 있지 않다. Goldmann에 따르면, "법칙에 따르면 액체로 채워지고 무한히 얇은 막으로 둘러싸인 구체의 압력은 막을 평평하게 만드는 역압으로 측정된다." "법칙은 멤브레인이 두께도 없고 강성도 없고 사실상 확장성이 없다고 가정한다."

## 같이 보기
- 아돌프 피크
- 시력 검사(eye examination, 검안)
- 눈계측(optometry, 안계측)